# Anton Vriesde
Anton Vriesde (* 18. Oktober 1968 in Den Haag) ist ein ehemaliger niederländischer Fußballspieler.

## Karriere
Die erste Seniorenstation von Anton Vriesde war die zweite Mannschaft von Ajax Amsterdam, hier spielte er mit Talenten des niederländischen Fußballs wie Edwin van der Sar und Dennis Bergkamp zusammen. Nach einem Jahr bei Ajax wechselte er zum FC Den Haag, später ADO Den Haag, und spielte in der ersten niederländischen Liga, der Eredivisie. Mit seiner Mannschaft stieg er nach zwei Jahren ab, er blieb drei weitere Jahre und spielte in der zweiten Liga, der Eerste Divisie. Vriesde wechselte 1995 zum Ligarivalen MVV Maastricht, nach zwei Jahren in der Zweitklassigkeit schaffte er mit Maastricht den Aufstieg, ausschlaggebend war hier der Gewinn der Meisterschaft in der Eerste Divisie. Es folgten drei Jahre im Oberhaus des niederländischen Fußballs, bevor 2000 der Abstieg erfolgte. Vriesde spielte ein weiteres Jahr in Maastricht.
2001 zog es ihn nach Deutschland in die drittklassige Regionalliga Nord zum KFC Uerdingen 05. Dort war sein Landsmann Jos Luhukay als Trainer tätig. Beim KFC blieb er ein Jahr. Ab 2002 spielte er in der Bundesliga beim Ruhrpottverein VfL Bochum. Der VfL war zuvor erneut ins Oberhaus aufgestiegen. Vriesde war Teil einer erfolgreichen Bochumer Zeit. Unter Trainer Peter Neururer wurde im ersten Jahr Platz 9 und im zweiten Jahr Platz 5 erreicht. Es war somit das erfolgreichste Jahr in der Bochumer Bundesligageschichte. Vriesde kam neben Spielern wie Frank Fahrenhorst und Raymond Kalla nie über die Reservistenrolle hinaus. Sein letztes Jahr als aktiver Fußballspieler folgte in der Saison 2004/05 bei Helmond Sport in der zweiten niederländischen Liga.
Nach seiner Zeit als Spieler wurde der Niederländer Trainer. Seit 2012 betreut er die Mannschaft des VV Scharn, vorher war er Jugendtrainer bei seinem ehemaligen Verein MVV Maastricht sowie bei Roda JC Kerkrade.